# Flyboard Air
El Flyboard Air és una combinació entre una taula flotant i un avió de reacció, es tracta d'una evolució del Hoverboard, un aparell propulsat per aigua a pressió per un pilot entrenat. En aquest cas, és Flyboard Air ja no depèn d'un medi aquàtic perquè funciona amb energia química i gas permetent a persones no entrenades pilotar-lo pel cel a una velocitat de fins a 200 km/h amb 4 turbines i 1000 CV. El seu inventor és Franky Zapata, un excampió del món de moto d'aigua que després es va dedicar a fabricar peces per a aquestes. Amb els anys va crear la seva pròpia companyia i va desenvolupar diversos invents que formaven part dels somnis de l'imaginari col·lectiu com ara el jetpack, el ja esmentat Hoverboard i, finalment, els primers prototips del Flyboard Air van sortir el 2016.
El Flyboard Air és una mostra de com la tecnologia avança inexorablement i els aparells que abans veiem al cine o els llibres a poc a poc van ocupant la nostra realitat. A diferència del Jeckpack, aquest nou aparell no cal portar-lo com una motxilla sinó que directament ens hem de col·locar a sobre per dirigir-lo. A causa d'això molta gent sent inseguretat a l'hora de pilotar-lo i pel moment només unes poques persones ho han fet en ocasions especials com ara competicions o rodatges.
L'aparell resulta bastant segur malgrat que l'aparença perquè compta amb 4 turbines i, en cas que una falles, les altres 3 podrien compensar sense problemes la mancança. En cas de fallar dues de les turbines el Flyboard Air descendiria automàticament cap a terra. Per mantenir l'estabilitat en l'aire utilitza la mateixa tècnica que un dron gràcies a un ordinador que porta integrat. Aquest està connectat amb un comandament manual que controla el pilot des de la seva mà. El combustible és transportat pel pilot en una mena de motxilla amarrada a l'esquena.
S'estima que pot arribar a volar fins als 300 m d'altitud. Quant a la duració de les turbines en funcionament no és molt elevada, s'ha demostrat que pot estar 6 minuts sense problemes i la predicció és que hauria de poder volar fins a 30 minuts.